# Karl Bohm
Karl Fredrik Bohm, född 24 augusti 1995 i Alingsås, är en svensk fotbollsspelare som spelar för Utsiktens BK.

## Karriär
Bohms moderklubb är Alingsås IF. 2006 gick han till IFK Göteborg. Den 13 juli 2013 gjorde Bohm allsvensk debut i en 2–1-förlust mot IF Brommapojkarna, där han byttes in i den 89:e minuten mot Nordin Gerzic.
I juli 2015 lånades Bohm ut till Utsiktens BK. Inför säsongen 2016 värvades Bohm av Utsiktens BK, där han skrev på ett ettårskontrakt. I december 2016 förlängde han sitt kontrakt med ett år.
Den 14 november 2017 värvades Bohm av BK Häcken, där han skrev på ett ettårskontrakt med option på ytterligare tre år. Den 20 juli 2018 värvades Bohm av Gais, där han skrev på ett 2,5-årskontrakt. Efter säsongen 2019 lämnade Bohm klubben.
Den 19 december 2019 återvände Bohm till Utsiktens BK, där han skrev på ett tvåårskontrakt. Bohm förlängde sedan sitt kontrakt till att gälla över säsongen 2023. I augusti 2023 förlängde han sitt kontrakt i klubben fram över säsongen 2026.